# 2004년 런던 영화 비평가 협회상
제25회 런던 영화 비평가 협회상은 2005년 2월 9일에 열린 시상식이다.

## 수상 및 후보

### 작품상
- 사이드웨이 - 알렉산더 페인 수상

### 외국어영화상
- 모터싸이클 다이어리 - 월터 살레스 수상

### 감독상
- 에비에이터 - 마틴 스코세이지 수상

### 작가상
- 이터널 선샤인 - 찰리 카우프만 수상

### 여우주연상
- 베라 드레이크 - 이멜다 스턴톤 수상

### 남우주연상
- 레이 - 제이미 폭스 수상

### 영국감독상
- 베라 드레이크 - 마이크 리 수상

### 영국여우주연상
- 이터널 선샤인 - 케이트 윈슬렛 수상
- 다정한 입맞춤 - 에바 버시스틀 수상

### 영국남우주연상
- 사랑을 견뎌내기 - 다니엘 크레이그 수상

### 영국작가상
- 베라 드레이크 - 마이크 리 수상

### 영국남우조연상
- 베라 드레이크 - 필립 데이비스 수상

### 영국여우조연상
- 인사이드 아임 댄싱 - 로몰라 가레이 수상
- 원드러스 어블리비언 - 에밀리 우프 수상

### 영국신인상
- 사랑이 찾아온 여름 - 나탈리 프레스 수상
- 삶의 한 방식 - 엠마 아산테 수상

### 특별상
- 노마 헤이만 수상

### 애튼보로우 상
- 베라 드레이크 - 마이크 리 수상

### 딜리스 파웰상
- Ken Loach 수상